# Enoch Arden (Ballade)

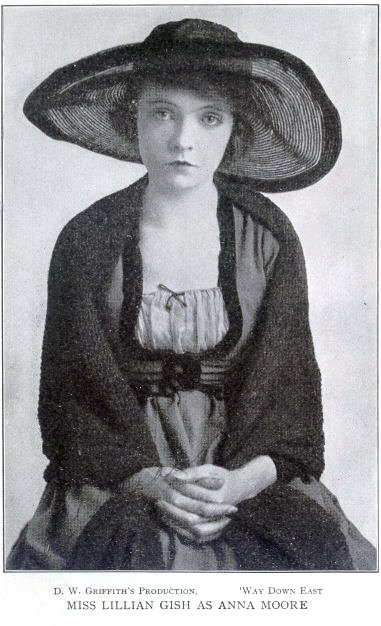
Lillian Gish spielte 1915 in einer der Verfilmungen

Enoch Arden ist eine Ballade von Alfred Tennyson, die 1864 veröffentlicht wurde.

## Handlung
Nach einem Unfall verlässt der ehemalige Fischer Enoch Arden seine Frau Annie und die drei gemeinsamen Kinder, um in der Handelsschifffahrt seine Familie zu ernähren. Dabei erleidet er Schiffbruch und strandet mit zwei Gefährten auf einer verlassenen Insel. Die beiden anderen sterben. Erst nach zehn Jahren kehrt Arden zurück. Seine Frau, die ihn für tot hielt, hat inzwischen ein Kind von seinem alten Freund Philip, den sie auch geheiratet hat. Enoch beschließt, sich weder seiner Frau noch seinen Kindern zu offenbaren und stirbt an gebrochenem Herzen.

## Rezeption
Das Versepos fand rasche Verbreitung und wurde ein ungeheurer Erfolg. Dies zeigen u. a. die zwölf verschiedenen Übersetzungen ins Deutsche an, die bis 1914 erschienen, umfangreiche Verfilmungen in der frühen Stummfilmzeit (u. a. mit Lillian Gish), die Verarbeitung zu einer anfänglich höchst erfolgreichen gleichnamigen Oper, eine bekannte Vertonung als Melodram von Richard Strauss und umfängliche Vortragsreisen, auf denen Ernst von Possart das Werk zu ebendieser Musik rezitierte.
Schon nach dem Ersten Weltkrieg geriet die Ballade allmählich in Vergessenheit und gilt inzwischen auch der Literaturwissenschaft als kaum bedeutendes Werk des Autors, das trotz anfänglichen Publikumserfolgs nicht zu den überdauernden Werken der Weltliteratur gehöre. 1984 las trotzdem im deutschsprachigen Raum noch einmal Gert Westphal die Geschichte für eine wenig erfolgreiche Schallplattenaufnahme einer schweizerischen Plattenfirma ein. Brigitte Fassbaender (Rezitation) und Wolfram Rieger (Klavier) führten das Melodram mit der Musik von Strauss zur Internationalen Hugo-Wolf-Akademie 2019 auf.
Schauspieler Bruno Ganz und Pianist Kirill Gerstein nahmen Strauss’ Melodram 2016 in Berlin auf. Die CD erschien 2020 beim Label myrios classic.
Die Hollywood-Filmkomödie Meine Lieblingsfrau aus dem Jahr 1940 mit Cary Grant und Irene Dunne ist von Enoch Arden inspiriert, dort war jedoch die Frau verschollen, während sich ihr Mann neu verheiratete. Weitere – ebenfalls komödiantische – Verfilmungen des Stoffs sind Ein Ehemann zuviel (1940) mit Jean Arthur und Fred MacMurray sowie Eine zuviel im Bett (1963) mit Doris Day und James Garner in den Hauptrollen. Auch Marilyn Monroes letzter, unvollendeter Film Something’s Got to Give (1962) beruht auf diesem Handlungsschema.